# Шаєнн (округ, Небраска)
Шаблон:StateAbbr_ 41°13′ пн. ш. 102°59′ зх. д. / 41.22° пн. ш. 102.99° зх. д.
Округ Шаєнн (англ. Cheyenne County) — округ (графство) у штаті Небраска, США. Ідентифікатор округу 31033.

## Історія
Округ утворений 1867 року.

## Демографія
За даними перепису
2000 року
загальне населення округу становило 9830 осіб, зокрема міського населення було 6134, а сільського — 3696.
Серед мешканців округу чоловіків було 4814, а жінок — 5016. В окрузі було 4071 домогосподарство, 2685 родин, які мешкали в 4569 будинках.
Середній розмір родини становив 2,96.
Віковий розподіл населення поданий у таблиці:
| Стать    | До 15 років | 15-21 | 22-29 | 30-39 | 40-49 | 50-65 | 65-85 | Понад 85 |
| -------- | ----------- | ----- | ----- | ----- | ----- | ----- | ----- | -------- |
| Чоловіки | 1078        | 463   | 425   | 626   | 779   | 748   | 622   | 73       |
| Жінки    | 972         | 484   | 404   | 668   | 743   | 747   | 821   | 177      |

## Суміжні округи
- Моррілл — північ
- Гарден — північний схід
- Дул — схід
- Седжвік, Колорадо — південний схід
- Логан, Колорадо — південь
- Кімболл — захід
- Беннер — північний захід